# Anarchizm komunistyczny
Anarchizm komunistyczny, anarchokomunizm, komunizm wolnościowy – jeden z nurtów anarchizmu i komunizmu; doktryna polityczna zakładająca, że po likwidacji kapitalizmu i państwa ludzie powinni połączyć się w komunistyczne wspólnoty, kooperujące ze sobą na zasadach federacji, równocześnie nie pozbawiające jednostek wolności osobistej i działające na zasadach demokracji bezpośredniej. 
Anarchokomunizm to najbardziej usystematyzowana odmiana anarchizmu, powstała na początku lat 80. XIX w. jako rozwinięcie poglądów anarchokolektywistycznych. Za jego najwybitniejszego teoretyka jest uznawany Piotr Kropotkin.
Zamiast indywidualnej albo grupowej własności środków produkcji ten nurt anarchizmu postuluje własność ogólnospołeczną, a użytkowaniem tej własności powinny według jego zwolenników zajmować się samorządne komuny (komunistyczne gminy działające na zasadzie demokracji bezpośredniej), w administrowaniu którymi wszyscy mieszkańcy mają mieć równy głos, kooperujące i łączące się ze sobą najlepiej w federacje najpierw prowincjonalne czy regionalne, potem krajowe i kontynentalne, a na końcu łącząc się w światową federację komunistyczną.
Anarchokomunizm opowiada się za egalitaryzmem, wolnością jednostki oraz zniesieniem hierarchii społecznej i podziałów klasowych oraz własności prywatnej środków produkcji.
Według anarchokomunizmu wszystkie jednostki powinny mieć swobodny dostęp do produktów pracy, również posiadanych wspólnie, na mocy zasady „od każdego według jego zdolności, każdemu według jego potrzeb” oraz pomocy wzajemnej (czym różni się od nurtów anarchizmu proponujących powiązanie w gospodarce ilości otrzymywanych dóbr z ilością wykonywanej pracy).

## Historia
Prekursorów anarchokomunizmu można doszukiwać się już w czasie rewolucji angielskiej, kiedy działał ruch określany mianem diggerów, opowiadający się za wspólną własnością oraz zniesieniem panowania człowieka nad człowiekiem. Jako poprzednika tego nurtu wymienia się również Josepha Déjacque. Pierwsze grupy określające się mianem „komunistów wolnościowych” pojawiły się jednak po 1876 r., kiedy to środowiska anarchistyczne zaczęły odchodzić od bakuninowskiego anarchokolektywizmu. 

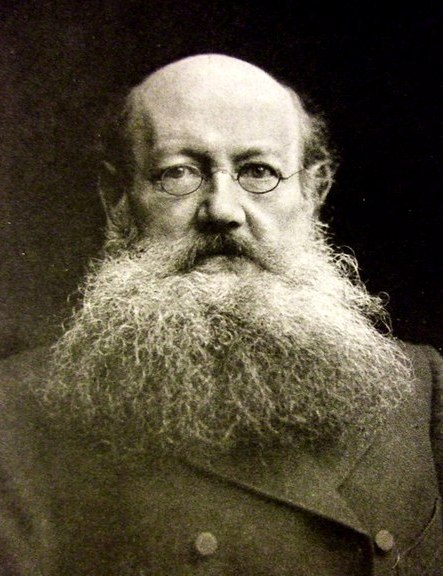
Piotr Kropotkin

Anarchokolektywizm opowiadał się za powiązaniem dochodów z wykonywaną przez daną osobę pracą. Tymczasem w 1876 r. z poparciem dla komunistycznej zasady „od każdego według jego siły, każdemu według potrzeb” wystąpił cały szereg działaczy anarchistycznych W 1880 r. za anarchokomunizmem opowiedziała się Federacja Jurajska (m.in. dzięki Piotrowi Kropotkinowi), a potem kolejne organizacje anarchistyczne, wcześniej zrzeszone jako sekcje krajowe w I Międzynarodówce (z wyjątkiem hiszpańskiej).
Za czołowego ideologa anarchistycznego komunizmu uważa się Piotra Kropotkina. Kropotkin w książkach takich jak Fields, Factories and Workshops (Pola, fabryki i warsztaty) czy Zdobycie chleba analizował możliwości wprowadzenia anarchokomunizmu i szczegóły jego realizacji. Wykazywał również, że kluczowe dla anarchokomunizmu pojęcia solidarności czy pomocy wzajemnej (przeciwstawione konkurencji) nie są teoretycznym konstruktem czy wyłącznie moralnym celem, ale tendencją ujawniającą się w życiu nie tylko ludzkich społeczeństw, ale i zbiorowości zwierzęcych (w książce pt. Pomoc wzajemna jako czynnik rozwoju).
W latach 80. XIX w. ruch anarchistyczny rozpadł się na niewielkie grupy prowadzące działalność na własną rękę, co w pewien sposób odzwierciedlało nacisk, jaki Kropotkin początkowo kładł na małe komuny wytwórców. Sytuacja zmieniła się, kiedy w latach 90. postanowiono powrócić do masowego ruchu robotniczego, charakterystycznego dla czasów I Międzynarodówki. W ten sposób pojawił się anarchosyndykalizm. Anarchokomuniści zaakceptowali taktykę syndykalizmu, choć działały też nadal grupy charakterystyczne dla pierwszej fazy anarchokomunizmu (np. w Rosji i na ziemiach zaboru rosyjskiego; zob. Anarchizm w Polsce). W 1922 r. powstało również Międzynarodowe Stowarzyszenie Pracowników opowiadające się za komunizmem wolnościowym.         
Podczas rewolucji lutowej i październikowej w Rosji anarchokomuniści włączyli się w działalność rewolucyjną. Rady robotnicze, komitety fabryczne i chłopskie, komitety lokatorów budowane oddolnie i łączące się ze sobą oraz uspołecznienie gospodarki w ten sposób były realizacją postulatów anarchistycznych. Rady zostały jednak w końcu upaństwowione w ramach tzw. „proletariackiego państwa” i pomimo początkowej umiarkowanej współpracy z bolszewikami doszło do walk z nimi: W kwietniu 1918 r. anarchistyczny ośrodek w Moskwie został zbrojnie zaatakowany przez bolszewików. W ciężkich walkach zginęło kilkunastu anarchistów, a ponad 600 zostało aresztowanych. Oskarżono ich o „niekontrolowanie”, gdyż odmówili uznania przywództwa komunistów autorytarnych i powołali „Czarną Gwardię” do walki z atakami Czeki (późniejszej KGB).      
Z drugiej strony część anarchistów przeszła na ich stronę np. Wiktor Serge. Kulminacją tej walki było powstanie machnowców na Naddnieprzu i Zaporożu, które w 1921 r. poniosło klęskę. Uchodźcy z Rosji przebywający na emigracji we Francji (m.in. Nestor Machno, Piotr Arszynow i in.) skupieni wokół czasopisma Dieło Truda (Sprawa Pracy) na bazie swoich doświadczeń wyniesionych z rewolucji rosyjskiej opracowali program anarchokomunistyczny, sformułowany w tekście „Platforma organizacyjna wolnościowego komunizmu”, na bazie którego powstała pewna tendencja organizacyjna w ramach tego nurtu – platformizm.    
W czasie rewolucji hiszpańskiej 1936 wolnościowy komunizm został wprowadzony częściowo. W hiszpańskim ruchu anarchistycznym od czasu I Międzynarodówki poglądy bakuninowskie były mocno zakorzenione i kropotkinowski anarchokomunizm nigdy nie wyparł ich do końca. Dla np. Diego Abada de Santillána, był to pewien cel, na drodze do którego konieczne jest zastosowanie anarchokolektywistycznego „okresu przejściowego” – zalążki takiego myślenia pojawiły się już w pracy kolektywisty Jamesa Guillaume „Idees sur l’organisation sociale”; anarchokomunizm miał być docelową formą anarchizmu, niemożliwą do realizacji w krótkim czasie, a zasada „od każdego według jego zdolności, każdemu według potrzeb” miała charakter bardziej normy moralnej niż konkretnego postulatu. W czasie rewolucji rozwiązania te łączono.

## Teoria
System wolnościowego komunizmu jest w zamierzeniu syntezą "dwóch celów, ku którym ludzkość dąży od wieków: syntez[ą] wolności ekonomicznej i wolności politycznej."
Anarchizm komunistyczny dąży do społeczeństwa opartego na pomocy wzajemnej i wzajemnym poszanowaniu samych siebie, pełnej wolności, równości, braku przymusu i władzy politycznej. Organizacja społeczeństwa ma nastąpić w dwóch aspektach - komunistycznym oraz anarchistycznym, wobec związku między trybem produkcji i jego politycznej formy.
Społeczeństwo powinno zostać oparte na "wolnej komunie", połączonymi ze sobą drogą federacjonizmu bezpaństwowego. Piotr Kropotkin, odróżniał 2 podstawowe typy organizacji federacji:
- ze względu na terytorium i sąsiedztwo (federacja gmin)
- ze względu na funkcję danej komuny i jej produkcję (federacja handlu)

### Uspołecznienie w gospodarce
Anarchokomunizm opowiada się za uspołecznieniem środków produkcji, które w ramach kapitalizmu są własnością prywatną. Krytyka kapitalizmu dotyczy nie tylko wyzysku, ale przede wszystkim tego, że w tym systemie ekonomicznym produkcja, prowadzona przy użyciu środków będących wytworem społecznym, nastawiona jest nie na dobrobyt i zaspokojenie potrzeb wszystkich, ale na zyski tych jednostek, których są prywatną własnością. Rezultatem prywatnego zawłaszczenia społecznych środków produkcji jest praca najemna, konieczność sprzedawania własnej zdolności do pracy, a tym samym władza właścicieli środków produkcji nad pracownikami ("najemne niewolnictwo").   
Gospodarka w obrzędzie danej wspólnoty, powinna zostać całkowicie uspołeczniona, tzn. że dany samorząd terytorialny powinien kontrolować wszelkie dobra, surowce itd. natomiast poszczególne osoby powinny być jedynie ich użytkownikami. Np. Rolnictwo gdzie ziemia należy do całego społeczeństwa i winna ona być uspołeczniona, to znaczy kontrolowana przez ogół danej jednostki terytorialnej a chłopi powinni być jedynie jej użytkownikami, którzy zajmowali by się jej uprawą i za owoce tej pracy, winni mieć dostęp do owoców pracy ogółu.
Anarchokolektywizm zaproponował, żeby produkty pracy należały do ich wytwórców, pracujących w kolektywach, w których środki produkcji byłyby uspołecznione, z czym zgodził się anarchokomunizm, rozumiejąc jednak przez to, iż te produkty pracy powinny należeć do społeczeństwa jako całości, a nie poszczególnych osób – uspołecznienie dotyczy nie tylko środków produkcji, ale również jej wytworów.
Powodem jest to, iż skoro praca jest czynnością społeczną, jej wytwory również są społeczne, dlatego nie jest możliwe „wymierzenie” wkładu danej osoby w produkcję społeczeństwa i wynagrodzenie poszczególnych osób według wartości tego wkładu, za czym opowiadał się anarchokolektywizm. Jak pisał Aleksander Berkman: 
Współcześnie nikt nie może żyć ze swojej własnej pracy: musi korzystać z pomocy innych. Zatem wszystko, co mamy, wszystkie dobra, to produkt pracy wielu ludzi, wręcz wielu pokoleń. Znaczy to, że cała praca i produkty pracy są społeczne, wytworzone przez społeczeństwo jako całość.
Uspołecznienie środków produkcji ma więc posłużyć przestawieniu produkcji na zaspokajanie potrzeb. W ekonomicznym ustroju anarchokomunizmu każdy, kto bierze udział w produkcji otrzyma to, czego potrzebuje w zależności od zdolności produkcyjnych; także potrzeby osób niezdolnych do pracy mają być zaspokajane. Ponieważ podstawowym prawem każdego człowieka jest według wolnościowych komunistów prawo do życia, priorytetem jest zapewnienie wszystkim podstawowych dóbr konsumpcyjnych (od żywności po mieszkanie), a w dalszej kolejności luksusowych.
W systemie ekonomicznym pozbawionym pracy najemnej pracownicy posiadający kontrolę nad produkcją uzyskują „prawo do decydowania czym właściwie winien być ten dobrobyt – co należy produkować, ażeby go zabezpieczyć, a czego odtąd należy zaniechać jako nie posiadającego żadnej wartości”

### Zniesienie państwa
Według anarchokomunistów państwa nie można wykorzystać do przeprowadzenia przemian społecznych. Istnienia państwa nie da się pogodzić z wolnością i równością. Państwo niszczy indywidualność i solidarność międzyludzką oraz tłumi inicjatywę indywidualną i zbiorową. Skupia władzę nad społeczeństwem oraz funkcje życia społecznego w rękach rządzącej mniejszości oraz jest zinstytucjonalizowaną przemocą klasy panującej nad robotnikami. 
Według Kropotkina jest ono podstawową przeszkodą dla „rozwoju społeczeństwa na zasadach równości i wolności, ponieważ państwo jest formą historyczną, która utworzona została w celu przeszkodzenia takiemu rozwojowi.”
Także w demokracji parlamentarnej, gdzie istnieją pewne swobody polityczne, nie są one wynikiem istnienia systemu parlamentarnego, ale skutkiem wymuszenia tych swobód na klasach rządzących, na drodze działalności pozaparlamentarnej.
Kropotkin wyróżniał dwa „nurty dziejowe”, dwie tendencje historyczne, które są ze sobą sprzeczne – „tradycję władzy” i „tradycję swobody”. Państwo należy do tej pierwszej i nie da się go wykorzystać do zaprowadzenia wolności. Republikanie 
„chcą nas przekonać, że stara maszyna, stary organizm, który w ciągu dziejów rozwijał się stopniowo w celu zabijania wolności, ujarzmiania jednostki, wynajdywania dla ucisku podstaw prawnych, ogłupiania umysłów ludzkich przez narzucanie im niewolnictwa myśli, cudem jakimś okaże się przystosowanym do nowej roli, stanie się orężem dla stworzenia wolnego życia (...) Co za bezsens!”
Anarchokomuniści odrzucili tym samym likwidację kapitalizmu na drodze reform parlamentarnych, co proponowała socjaldemokracja. Według nich sprowadzało się to w rzeczywistości do ulepszania dotychczasowego systemu.
Komunizm wolnościowy odrzucił postulowane przez marksistów „państwo robotnicze”, które według teorii marksistowskiej miałoby stopniowo „zaniknąć”, uznając iż takie państwo z konieczności musi być bardziej wszechwładne i represyjne niż państwo burżuazyjne, ponieważ posiada władzę nad całą gospodarką, a państwowa biurokracja posiadająca znacznie większa rolę, nie jest skłonna dążyć do jego likwidacji. 
"Władza socjalistyczna" w drodze budowy i organizowania tzw. "proletariackiego państwa" nie służy wyzwoleniu klasy robotniczej. Nowa władza tworzy nowe uprzywilejowane grupy i kasty. Tak stało się zdaniem anarchokomunistów w Rosji po rewolucji październikowej.
Władza polityczna musi zostać zastąpiona zasadami współpracy i dobrowolnego stowarzyszania się w warunkach równości oraz maksimum możliwej w danych warunkach wolności.

### Federalizm
Anarchokomunizm przejął również od kolektywizmu koncepcje federalistyczne. Państwo powinno zostać zastąpione przez federacje swobodnie stowarzyszających się grup producentów i konsumentów. Zarządzaniem produkcją w zdecentralizowanej gospodarce powinny zajmować się samorządne grupy  pracowników, poczynając od komitetów zakładowych, wybieranych przez pracujących w nich ludzi, przez federacje lokalne, po krajowe i międzynarodowe, w zależności od potrzeb. Dystrybucją wytwarzanych produktów z kolei analogiczne kooperatywy konsumentów. 

### Podejmowanie decyzji
Wszystkie decyzje dotyczące działania danej jednostki terytorialnej (gminy), to też modelu gospodarczego (komuny), redystrybucji dóbr etc. powinny być podejmowane na walnych zgromadzeniach wszystkich członków danej wspólnoty lub przedstawicielskiego komitetu (rady), gdzie każdy miałby równy głos (demokracja bezpośrednia), gdzie mógłby proponować i argumentować swoje racje i propozycje wspólnie tworząc prawo. Decyzje powinny być podejmowane według zasady większościowej. 

### Federacjonizm i delegatura
Autonomiczne jednostki komunistyczne, łączą się ze sobą na zasadach federalizmu anarchistycznego. Federacjonizm tego typu jest przeciwieństwem federacjonizmu państwowego, w którym to federacje oddają część swoich kompetencji rządowi federalnemu.
W anarchizmie komunistycznym, w każdej jednostce terytorialnej podjęta zostaje dyskusja podczas zgromadzenia w celu wybrania delegata, który zakomunikuje na zebraniu federacyjnym decyzje podjęte przez te lokalne zgromadzenia podczas kongresu delegatur, następnie podejmując dyskusje w celu zawarcia wspólnych lub kompromisu interesów. Delegat, jeżeli nie spełnia oczekiwań danego samorządu, może zostać w każdej chwili odwołany.
Taki model przedstawicielstwa daje duże poczucie bezpieczeństwa danego kolektywu i w przeciwieństwie do systemu demokracji-burżuazyjnej, daje on możliwość odwołania takiego delegata, jeżeli dana komuna uzna, że nie spełnia on oczekiwań tego ogółu.

### Lenistwo
Na sam początek należy się zastanowić czym ono jest i do czego się ono odnosi. Piotr Kropotkin, uważał bowiem, że osoby które nie chcą pracować - tzn. osoby takie które nie pracują bo im się nie chce pracować a nie:
- starcy
- niedołężni
- dzieci
- kobiety w ciąży lub wychowujące dzieci
- itd.

Nie powinny mieć w ogóle dostępu do owoców pracy i środków produkcji danego kolektywu, lecz pogląd ten mocno zrewidował Guiileme, który to bowiem uważał, że nawet takich osób nie można pozostawić bez opieki i stosować wobec nich tegoż "przymusu ekonomicznego" i każda osoba, która nie chce pracować - powinna otrzymywać przysłowiowe wino i chleb.
Pogląd ten został zrewolucjonizowany już przez współczesnego anarcho-komunistę - Aleksandra Berkamana, który to wysnuł wniosek, że tak naprawdę nie ma człowieka, który nie chce pracować, lecz po prostu nie znalazł on dla siebie pracy/powołania, która by go rozwijała i satysfakcjonowała, dlatego też należy tworzyć miejsca pracy i zakłady przeznaczone dla każdego. 

### Opieka społeczna
Michaił Bakunin i większość późniejszych teoretyków anarchizmu wspólnie postulowali wprowadzenie powszechnego szkolnictwa jako inicjacji ku wolności, a także domów opieki nad osobami w podeszłym wieku, chorymi i niezdolnymi do pracy.
Osoby niezdolne do pracy (osoby w podeszłym wieku, osoby z niepełnosprawnością, chorzy, osoby wychowujące dzieci, kobiety w ciąży oraz dzieci) powinny być utrzymywane przez cały kolektyw i winne mieć one taki sam dostęp do owoców pracy danej wspólnoty jak osoby pracujące.

### Ochrona zdrowia i szkolnictwo
Ochrona zdrowia powinna być całkowicie wolno dostępna dla każdego, darmowa i równa. A jej utrzymaniem powinien zając się dany kolektyw, lub sieć kolektywów, lecz niezależnie od tego czy dana osoba pochodzi z danego/danych kolektywu/ów powinna mieć całkowicie wolny dostęp do służby zdrowia. Jest to naturalną konsekwencją pełnej równości, wolności oraz systemu komunistycznego jak i humanitaryzmu.
Kwestia szkolnictwa pozostaje do tej pory nie rozwiązana i naprzeciwko siebie stoi kilka obozów, zwolenników lub przeciwników np. obowiązkowego szkolnictwa, modelu nauczania(czy też nowymi metodami, czy też tradycyjnymi), czy też nauczanie początkowe powinno odbywać się w domu czy też w specjalnie przygotowanych do tego placówkach pedagogicznych.

### Podział pracy
Guiileme zakładał konieczność zniesienia wszelkiego rodzaju pośrednictwa pomiędzy produkcją a dystrybucją oraz zniesienia wszelkiego rodzaju biurokracji, co miało spowodować wzrost produkcji oraz jakości pracy. Piotr Kropotkin dodatkowo postulował rozdzielenie produkcji na dwie części - "konieczną", w której miały się znaleźć gałęzie gospodarki, które zapewniają człowiekowi byt oraz na "luksusową", czyli na tę część gospodarki, która poprawia byt człowieka i poprawia komfort życia.

### Wartość pracy
Anarchokomunizm wyklucza mierzenie wartości pracy, ponieważ jako takiej nie da się jej zmierzyć.
W teorii kapitalistycznej wartość pracy jest jednocześnie wartością produktu, ale cena jest zupełnie nie adekwatna do tej wartości. Karol Marks natomiast uważał, że wartością jest trud i czas włożony w wyprodukowanie tego przedmiotu, ale ten pomiar również jest krytykowany. Można tutaj przysłużyć się pewnym przykładem:
Stolarz pracował 3 godziny, aby zrobić kuchnię, a w tym samym czasie chirurg przez pół godziny przeprowadzał operację, jednocześnie ratując życie człowiekowi. Tak więc według błędnie rozumianej teorii Marksa oraz teorii kapitalistycznej z formalnego punktu widzenia praca stolarza jest więcej warta niż praca chirurga, który uratował życie. Zakładając, iż nie da się zmierzyć wartości pracy danego człowieka, anarchokomunizm proponuje, aby wszystkie jednostki otrzymywały równe wynagrodzenie i miały swobodny dostęp do produktów pracy. 
W rzeczywistości Marks postulował przeliczanie czasu pracy (społecznie niezbędnego, a więc eliminującego pracowników mało wydajnych) na jednostki czasu pracy prostej, stąd więc (przykładowo) godzina pracy chirurga będzie warta 10 jednostek elementarnych, a godzina pracy stolarza tylko 3 takie jednostki.